# Jozef Beňuš
Jozef Beňuš (14. července 1928 Vrútky – 2. května 2010 Martin) byl slovenský fotbalista (levý obránce nebo útočník) a trenér.

## Život
Měšťanskou školu a večerní průmyslovou školu navštěvoval ve svém rodišti. Tamtéž od roku 1947 pracoval jako soustružník v železničních dílnách. V letech 1956–1988 byl učitelem a mistrem odborného výcviku na vrúteckém SOUŽ (Stredné odborné učilište železničné). Věnoval se také lednímu hokeji (1945–1950) a byl dopisovatelem časopisu Vrútočan, kde průběžně publikoval svoje vzpomínky. Rád lyžoval a působil i jako lyžařský instruktor. Byl aktivním organizátorem sportovního dění ve Vrútkách a spoluautorem sportovní části vrútecké monografie.
Studoval také na Pedagogické fakultě Univerzity Karlovy v Praze (1965–1966).

## Hráčská kariéra
Vrútecký rodák a odchovanec hrál v československé lize za ATK Praha (dobový název Dukly) během základní vojenské služby. Poté se vrátil do Vrútek, kde jako hrající trenér působil do roku 1956, kdy byl nucen ukončit kariéru kvůli zranění.

### Prvoligová bilance
| Ročník             | Zápasy | Góly | Minuty | Klub      |
| ------------------ | ------ | ---- | ------ | --------- |
| I. liga 1951       | –      | 0    | –      | ATK Praha |
| CELKEM I. ČS. LIGA | –      | 0    | –      |           |

## Trenérská kariéra
V letech 1952–1956 byl hrajícím trenérem v klubu Železničiari/Lokomotíva Vrútky.